# Dorotheenstädtische Kirche

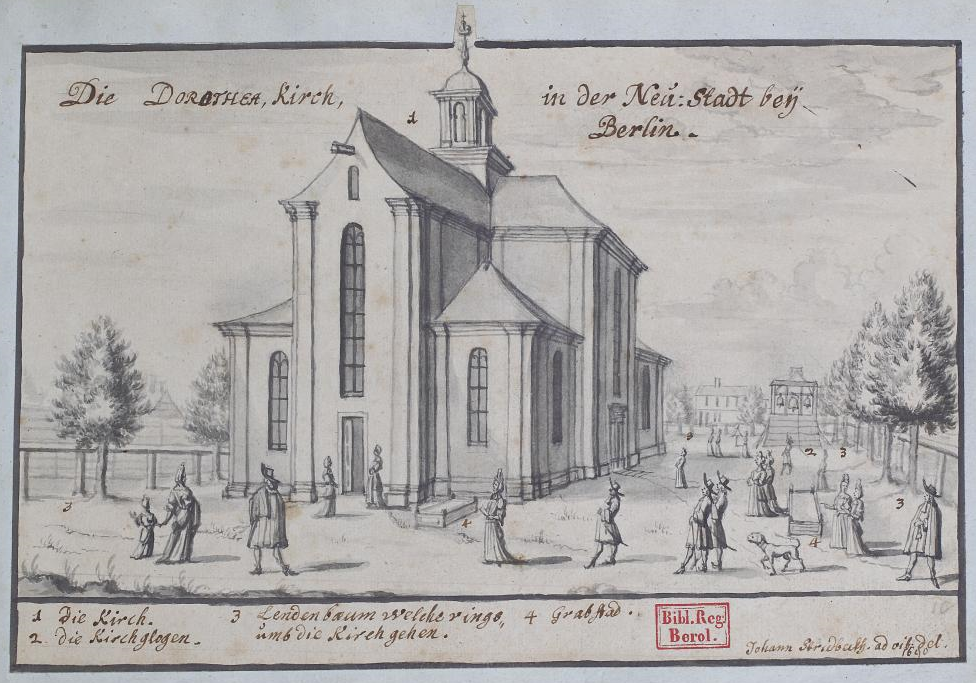
(Erste) Dorotheenstädtische Kirche in der Neustadt bei Berlin, 1690

Die evangelische Dorotheenstädtische Kirche, auch Neustädtische Kirche genannt, war eine Pfarrkirche in Berlin. Sie war das zweite Gotteshaus an selber Stelle und wurde 21 Jahre nach ihren Kriegsbeschädigungen im Jahr 1965 gesprengt. Auf ihrer Grundfläche entstand die Parkanlage Neustädtischer Kirchplatz.

## Beschreibung und Geschichte

### Erster Kirchbau
Die Pfarrkirche der im 17. Jahrhundert vom Großen Kurfürsten gegründeten Dorotheenstadt stand, umgeben von ihrem Kirchhof, in der Neustädtischen Kirchstraße zwischen Mittelstraße und Dorotheenstraße an der Stelle eines schlichten Vorgängerbaus. Dieser Bau aus den Jahren 1678–1687 wird Rutger von Langerfeld zugeschrieben, er bildete im Grundriss ein griechisches Kreuz mit drei rechtwinkligen Armen, polygon geschlossenem Altarraum und vier niedrigen Anbauten in den Winkeln der Kreuzarme. Es gab keinen Glockenturm; neben der Kirche stand ein Gerüst mit den Kirchenglocken.
Die Grundsteinlegung war am 17. Juli 1678. Die Einweihung erfolgte am 3. Dezember 1687 mit zwei Gottesdiensten: Vormittags predigte der reformierte Hofprediger Stosch, am Nachmittag der lutherische Prediger Ranslebens.
Der erste französische Gottesdienst fand am 29. Januar 1688 statt. Da sich in der Dorotheenstadt viele französische Glaubensflüchtlinge niedergelassen hatten, wurde ihnen ab 1688 erlaubt, dort ihre Gottesdienste abzuhalten. 1697 erhielten sie das halbe Eigentumsrecht. 1841 stellte die französische Gemeinde ihre Gottesdienste ein und trat 1858 ihre Eigentumsrechte ab.
1717 stellte Johann Michael Röder in der Kirche eine neue Orgel auf. 1832 war diese Orgel durch Vernachlässigung unspielbar geworden und wurde nach Wesenberg (Mecklenburg) verkauft. Sie steht bis heute in der Stadtkirche Wesenberg. In der Dorotheenstädtischen Kirche wurde 1833 eine gebrauchte Orgel aufgestellt, die Ernst Julius Marx 1786 für die Französisch-reformierte Gemeinde der Friedrichwerderschen Kirche in Berlin gebaut hatte und die dort schon 1820 abgebaut werden musste, da die Friedrichwerdersche Kirche abgetragen wurde.

### Zweiter Kirchbau

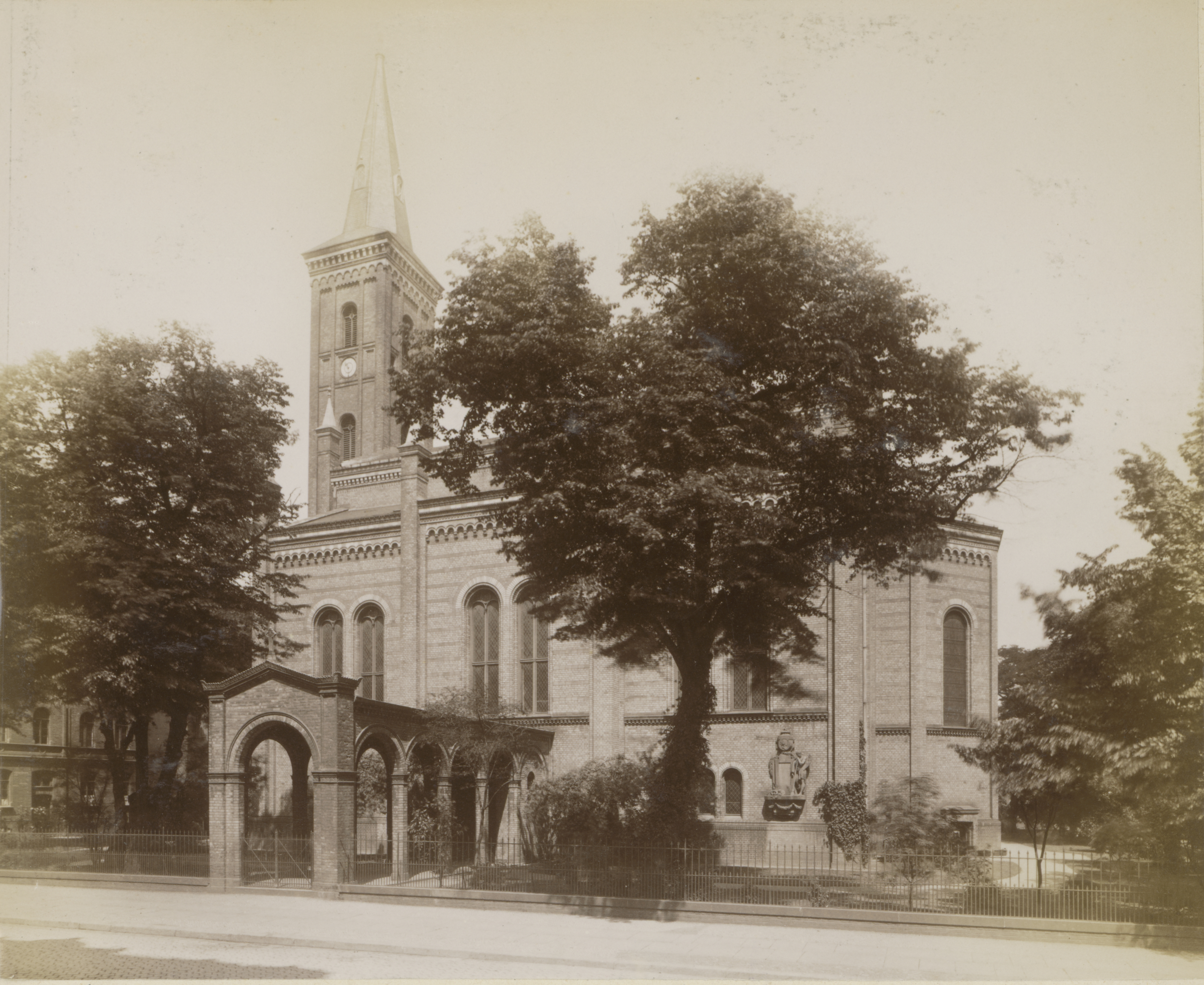
(Zweite) Dorotheenstädtische Kirche, um 1890

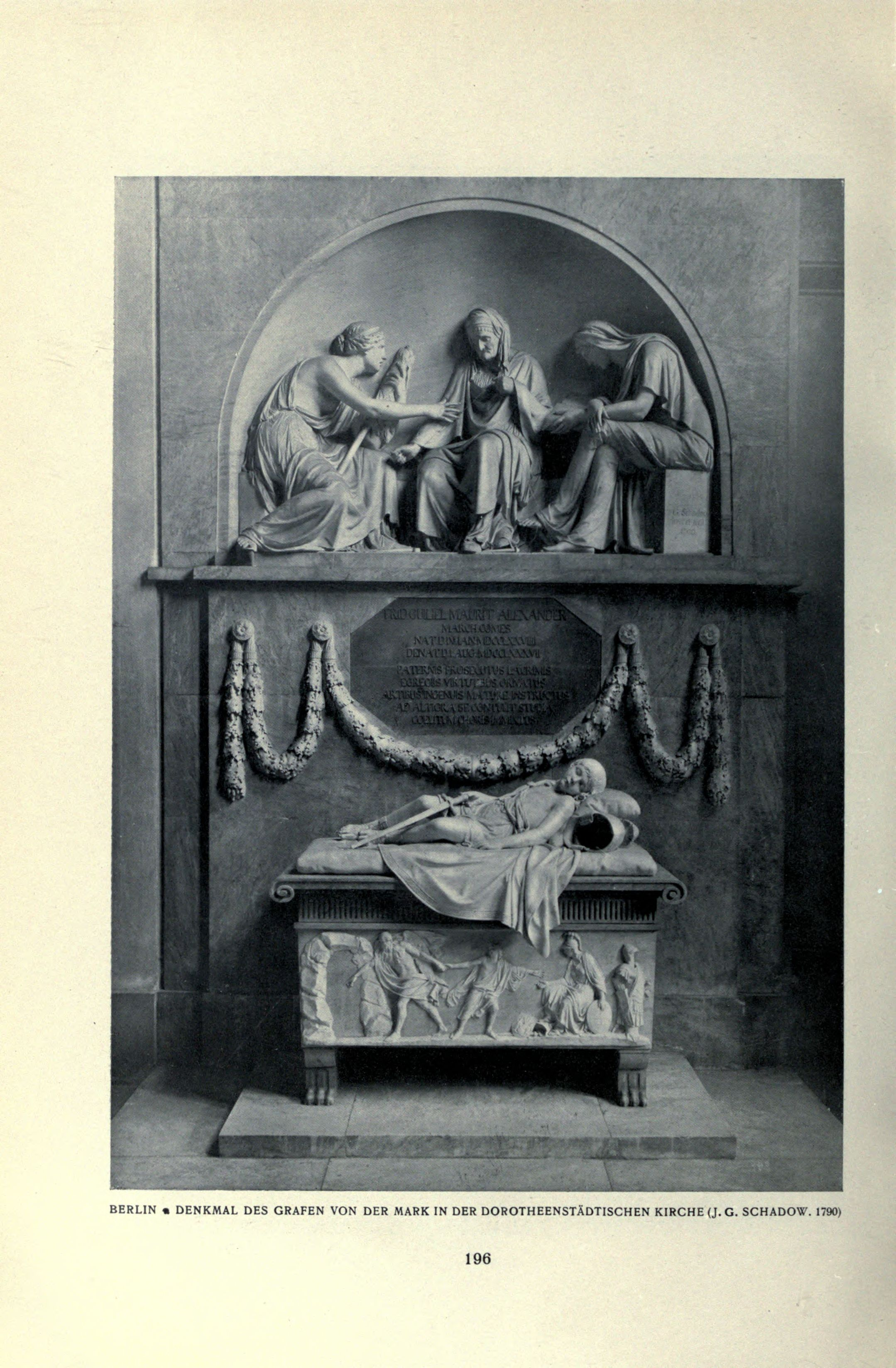
Grabmal des Alexander von der Mark in der Dorotheenstädtischen Kirche

Der von Rudolf Habelt 1861–1863 unter Beibehaltung des Grundrisses errichtete Neubau war gestaltet als kreuzförmige Backstein-Pseudobasilika im italienisierenden Stil, als dreischiffige, neoromanische Hallenkirche im Rundbogenstil der Stülerschule mit 5/8-Chor, Nebenapsiden und hohem, schlanken Kirchturm mit spitzem Helm. Einweihung war am 21. November 1863.
Das Gotteshaus enthielt neben den Glocken und einigen Ausstattungsstücken berühmte Berliner Grabmale wie die von Rutger von Langerfeld, Johann Arnold Nering, Michael Mathias Smids, Karl August Fürst von Hardenberg und Anna Dorothea Therbusch aus dem Erstbau. Albert Geyer gestaltete 1902–1903 das Innere neu: Die bisherige Holzdecke erhielt ein Tonnengewölbe. Als besonders wertvoll galt das 1788/1789 von Gottfried Schadow geschaffene Grabmal des Alexander von der Mark, das im Zweiten Weltkrieg ausgelagert wurde. Zum Neubau bewilligte die Stadtverwaltung von Alt-Berlin ein Patronatsgeschenk von 18.000 Mark. In der neuen Kirche stellte Ferdinand Dinse 1863 die Orgel von Ernst Marx 1786 aus der alten Kirche mit etwas veränderter Disposition wieder auf; das zweimanualige Instrument besaß nun 27 Register. 1903 setzte Wilhelm Sauer ein neues Orgelwerk mit drei Manualen und 40 Registern in das alte Gehäuse.
1909 wurde eine Marmorausführung des nach Johann Gottfried Schadows 1821 in Wittenberg auf dem Marktplatz enthüllten Lutherstandbildes – geschaffen von Ernst Waegener – aufgestellt. Die Lutherfigur mit ihrem Sockel stand rechts vor dem Triumphbogen zum Chor vor der geschlossenen Wand.
Das Luther-Denkmal, vor der Kriegsbeschädigung des Gotteshauses geborgen, gelangte 1974 auf den Alten Dorotheenstädtischen Friedhof. Dort hat es seinen heutigen Platz an der Ostseite des Mausoleums der Familie Otto Stargardt westlich des Vorplatzes der 1927–1928 errichteten und 2015 mit der Lichtkunstinstallation von James Turrell (realisiert vom Planungsbüro Perdo Moreira und Nina Nedelykov) neu gestalteten Trauerkapelle. Anlässlich des Reformationsjubiläums 2017 wurde nahe dem Luther-Denkmal ein Apfelbäumchen der Hochstamm-Sorte „Martin Luther“ – als einer von 95 im Reformationsjahr 2017 an verschiedenen Orten in die Erde gebrachten Bäumchen – gepflanzt.

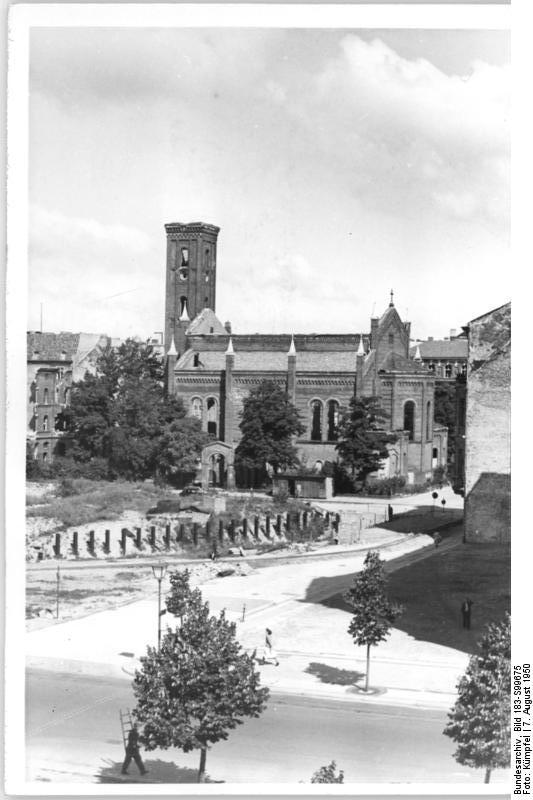
Ruine der (zweiten) Dorotheenstädtischen Kirche, 1950

Am 22./23. November 1943 brannte das Innere infolge eines alliierten Luftangriffs leicht, am 21. Juni 1944 wurde es schwer beschädigt. Das Gotteshaus wurde 1950 als erhaltenswert eingestuft, es wurde dennoch 1965 gesprengt.
Das Grabmal des Alexander von der Mark fand 1951 in der Alten Nationalgalerie – ohne Inschrift und Girlande – seinen Platz.
Vor der Sprengung der Dorotheenstädtischen Kirche im Jahr 1965 wurden die Epitaphe der Thaerbuschs und Langerfelds ausgebaut. Danach wurde die Fläche eingeebnet und sich selbst überlassen.

## Jüngere Vergangenheit und Gegenwart
Das einstige Gelände von Kirche und Friedhof diente bis zur Umgestaltung als Kfz-Parkplatz. Seit 2011 ist eine 60 m × 70 m große Grundfläche, die fast deckungsgleich mit dem einstigen Kirchenbau ist, als Mini-Park namens Neustädtischer Kirchplatz gestaltet.